# Église d'Ylämaa
L'église d'Ylämaa (en finnois : Ylämaan kirkko) est une église située à Lappeenranta en Finlande. 

## Architecture
L'église conçue par Ilmari Launis est construite en 1931 dans l’ancienne commune d'Ylämaa.
Les peintures intérieures et les vitraux sont peints par Antti Salmenlinna en 1939.
Les orgues sont fournies en 1940 par la fabrique d'orgues de Kangasala.